# Labanda nebulosa
Labanda nebulosa är en fjärilsart som beskrevs av Candeze 1927. Labanda nebulosa ingår i släktet Labanda och familjen trågspinnare. Inga underarter finns listade i Catalogue of Life.